# Preston Henn

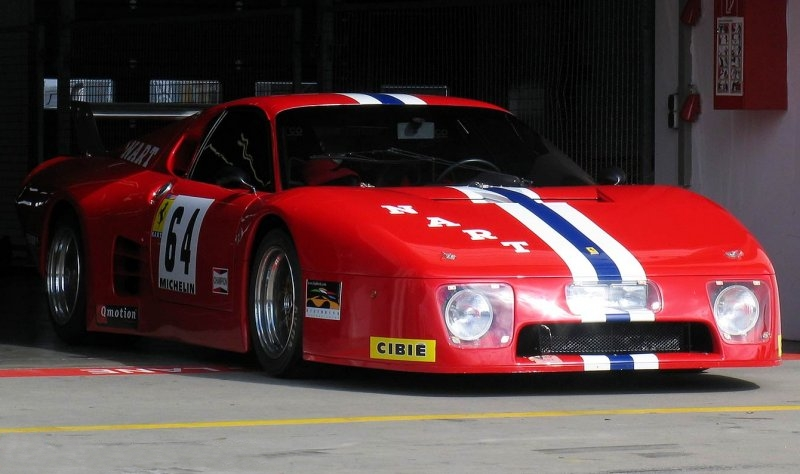
Der Ferrari 512 BB mit dem Presto Henn beim 24-Stunden-Rennen von Le Mans 1979 am Start war

Preston Byron Henn (* 20. Januar 1931 in Murphy, Cherokee County, North Carolina; † 30. April 2017 in Hillsboro Beach, Broward County, Florida) war ein US-amerikanischer Automobilrennfahrer und Unternehmer.

## Karriere
Preston Henn gründete 1963 in Fort Lauderdale den Fort Lauderdale Swap Shop, ein Autokino das über die Jahre zu einer der größten Touristenattraktionen in Fort Lauderdale und Umgebung wurde. Über die Jahre ließ Henn das Kino durch Verkaufsshops immer wieder erweitern und konnte sich durch die Einnahmen seine private Leidenschaft, den Motorsport, finanzieren.
2005, schon lange nach dem Ende seiner Rennkarriere, kam er mit dem Unternehmen in finanzielle Schwierigkeiten. Beim Versuch eines Gläubigers eine Zwangsräumung zu erwirken, kam es zu einer tätlichen Auseinandersetzung, in deren Folge die Polizei einschreiten musste, um die Streitparteien zu beruhigen.
Im Motorsport – hier vor allem im Sportwagensport – war Henn sowohl als Fahrer als auch als Teamchef aktiv. 1983 gewann er als Fahrer gemeinsam mit A. J. Foyt, Bob Wollek und Claude Ballot-Léna das 24-Stunden-Rennen von Daytona. Viermal war er auch beim 24-Stunden-Rennen von Le Mans am Start. Sein größter Erfolg bei diesem Langstreckenrennen war der zehnte Gesamtrang 1983.
Als Teamchef konnte er 1985 den Gesamtsieg beim 12-Stunden-Rennen von Sebring feiern. Am Steuer des Porsche 962 saßen dabei A. J. Foyt und Bob Wollek. Ein Jahr davor fuhren Jean Paul junior und Jean Rondeau in Le Mans einen Preston-Henn-Porsche 956 an die zweite Stelle der Gesamtwertung.

## Statistik

### Le-Mans-Ergebnisse
| Jahr | Team                          | Fahrzeug       | Teamkollege          | Teamkollege          | Platzierung | Ausfallgrund    |
| ---- | ----------------------------- | -------------- | -------------------- | -------------------- | ----------- | --------------- |
| 1979 | North American Racing Team    | Ferrari 512 BB | Jean-Pierre Delaunay | Cyril Grandet        | Ausfall     | Unfall          |
| 1981 | Preston Henn Racing           | Porsche 935K3  | Michael Chandler     | Marcel Mignot        | Ausfall     | Zündungsschaden |
| 1982 | North American Racing Team    | Ferrari 512 BB | Denis Morin          | Randy Lanier         | Ausfall     | kein Benzin     |
| 1983 | Preston Henn T-Bird Swap Shop | Porsche 956    | Claude Ballot-Léna   | Jean-Louis Schlesser | Rang 10     |                 |
| 1984 | Henn’s T-Bird Swap Shop       | Porsche 962    | Edgar Dören          | Michel Ferté         | Ausfall     | Zündung         |

### Sebring-Ergebnisse
| Jahr | Team                  | Fahrzeug        | Teamkollege      | Teamkollege     | Teamkollege | Teamkollege | Platzierung | Ausfallgrund |
| ---- | --------------------- | --------------- | ---------------- | --------------- | ----------- | ----------- | ----------- | ------------ |
| 1977 | Spirit Racing         | Porsche 914/6   | Hal Sahlman      | Steve Cook      |             |             | Ausfall     | Defekt       |
| 1979 | Thunderbird Swap-Shop | Porsche 935/77A | Hurley Haywood   | Peter Gregg     |             |             | Ausfall     | Motorschaden |
| 1980 | Thunderbird Swap Shop | Porsche 935K3   | John Paul senior | Al Holbert      |             |             | Rang 4      |              |
| 1981 | T-Bird Swap Shop      | Porsche 935K3   | John Gunn        | Gary Belcher    |             |             | Ausfall     | Defekt       |
| 1982 | T-Bird Swap Shop      | Porsche 935K3   | Dale Whittington | Randy Lanier    |             |             | Ausfall     | Ölsystem     |
| 1983 | T-Bird Swap Shop      | Porsche 935K4   | Bob Wollek       | Al Holbert      | John Graham | Hugo Gralia | Rang 6      |              |
| 1985 | T-Bird Swap Shop      | Porsche 935KL   | Bob Wollek       | Don Whittington |             |             | Ausfall     | Defekt       |